# 石垣市立名蔵小中学校
石垣市立名蔵小中学校（いしがきしりつ なぐらしょうちゅうがっこう）は、沖縄県石垣市（石垣島）にある市立小中学校である。

## 沿革
- 1956年（昭和31年）2月24日 - 名蔵小中学校独立認可[2]。
- 1972年（昭和47年）5月15日 - 本土復帰に伴い、石垣市立名蔵小中学校となる[3]。
- 1976年（昭和51年）2月22日 - 体育館落成祝賀会挙行[4]。
- 2004年（平成16年）度 - 体育館新築工事着工[5]。
- 2005年（平成17年）5月21日 - 体育館落成祝賀会及び小学校創立55周年・中学校創立50周年記念式典挙行[5]。

## 通学区域
出典
- 字名蔵（全域）
- 字登野城（2241番、2243番、2258番、2389番）

## 周辺
- 石垣市立なぐら幼稚園 - 同一敷地内で、かつ小学校への進学前幼稚園。
- 石垣市名蔵公民館 - 石垣市立なぐら幼稚園と石垣市道をはさんで、敷地が隣接。
- 沖縄県道211号新川白保線
- 石垣島名蔵果樹生産組合
  - 石垣島名蔵果樹生産組合直販店
- 石垣島製糖

## アクセス
- 東運輸吉原線で、「名蔵校前」停留所下車。